# Photphatidylinositol 4,5-biphotphat
Photphatidylinositol 4,5-biphotphat hay PtdIns(4,5)P2, viết tắt là PIP2 là một loại phosphorlipid nằm trong màng tế bào. PtdIns(4,5)P2 được tổng hợp tại màng sinh chất, khi nó cần được dùng làm cơ chất để tổng hợp một số protein truyền tín hiệu khác.
PIP2 chủ yếu được tổng hợp bằng việc phosphorylat hóa hai lần Photphatidylinositol (PI), xúc tác bởi các enzyme PI kinaza và PIP kinaza. Phần đuôi axít béo của PIP2 không giống nhau tùy theo loài sinh vật cũng như tùy theo loại mô, trong đó loại thường thấy nhất là các axít stearic ở vị trí 1 và axít arachidonic ở vị trí 2.

## Vai trò

### Truyền tín hiệu tế bào

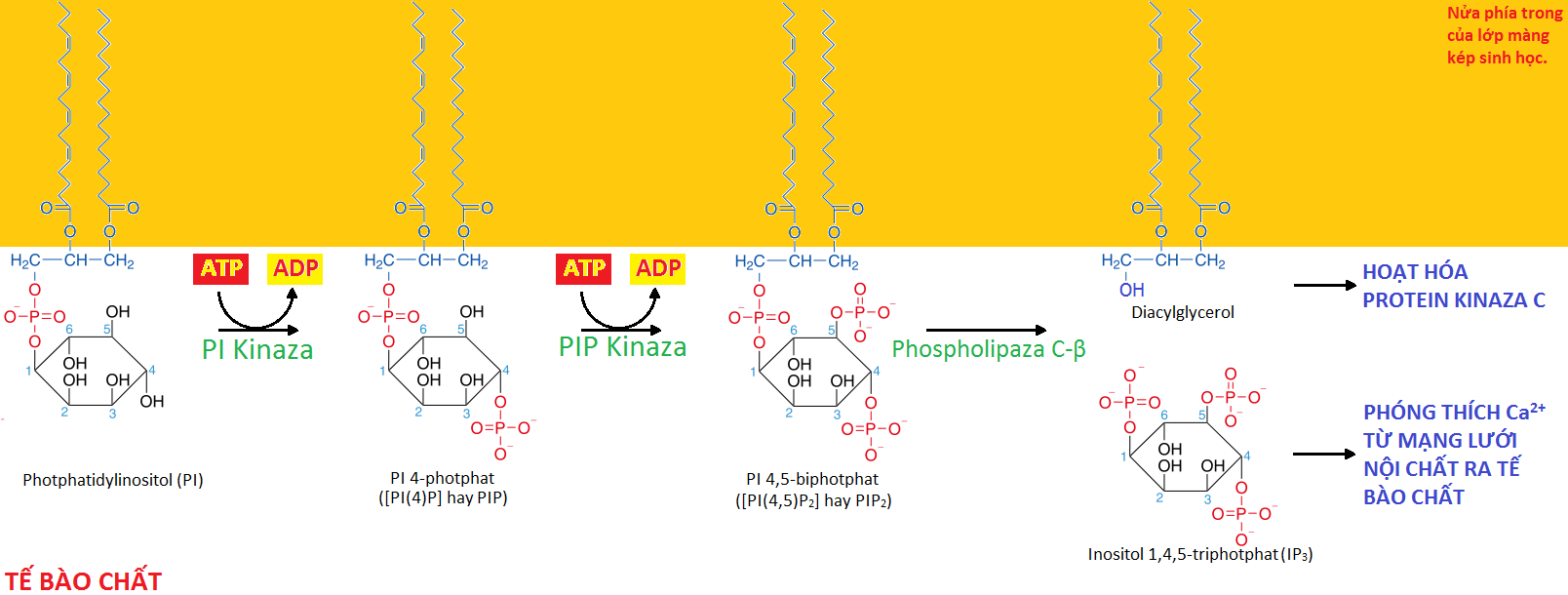
Quá trình sinh tổng hợp PIP_{2}, IP_{3} và DAG

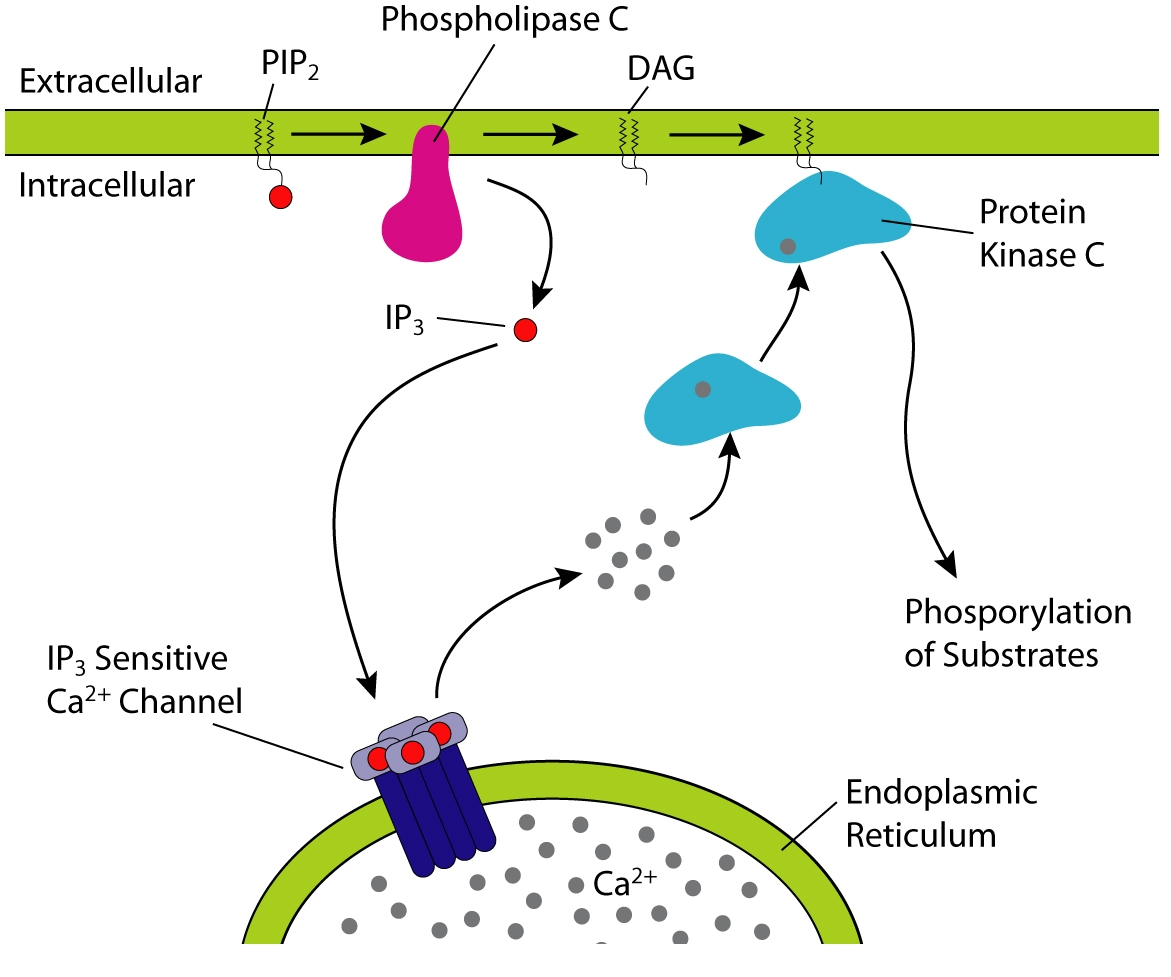
PIP2 được thủy phân thành IP3 và DAG có tác dụng khơi mào việc phóng thích ion calci và hoạt hóa enzyme PKC.

PIP2 đóng vai trò quan trọng trong quá trình truyền tín hiệu nội bào, cụ thể là quá trình truyền tín hiệu tế bào thông qua protein G. Lý do của việc này là, PIP2 là tiền chất của hai chất truyền tín hiệu thứ hai: inositol 1,4,5-triphotphat (IP3) và diacyglycerol (DAG). Cụ thể, IP3 và DAG được hình thành nhờ việc thủy phân PIP2 tại phần liên kết phosphor trong chúng, quá trình thủy phân này được xúc tác bởi enzyme phosphorlipaza C-β, bản thân phospholipaza C-β được hoạt hóa bởi một loại protein G mang tên là Gq.
Trong quá trình phản ứng lại tính hiệu kích thích của tế bào, các tiền chất của PIP2 là PI và PIP cũng có thể bị thủy phân tương tự; tuy nhiên quá trình thủy phân PIP2 diễn ra nhiều nhất và chủ yếu nhất vì như đã nói, việc thủy phân PIP2 sẽ tạo ra hai chất truyền tín hiệu vô cùng quan trọng là IP3 và DAG.

### Phosphorlipit cập cảng
PI 3-kinaza lớp I phosphorylat hóa PtdIns(4,5)P2 để hình thành nên photphatidylinositol (3,4,5)-triphotphat (PtdIns(3,4,5)P3). Cả PtdIns(3,4,5)P3 và PtdIns(4,5)P2 không đơn thuần chỉ là cơ chất cho các enzyme mà còn là các phosphorlipit cập cảng bám vào một số vị trí cố định của protein nhằm kích thích việc trưng tập các protein tại màng sinh chất và hoạt hóa các chuỗi tín hiệu dây chuyền.
- Một số protein hoạt hóa bởi PtdIns(3,4,5)P3 có thể kể đến như AKT, PDPK1, Btk1.
- One mechanism for direct effect of PtdIns(4,5)P2 đó là mở các kênh Na+ as a minor function in growth hormone release by growth hormone-releasing hormone.[6]